# 이이즈카 히로키
이이즈카 히로키(일본어: 飯塚 浩記, 1978년 4월 4일 ~ )는 일본의 전 축구 선수이다.

## 구단 경력
과거 몬테디오 야마가타에서 활동하였다.